# すべての恋は片想いからはじまるっぽい
『すべての恋は片想いからはじまるっぽい』（すべてのこいはかたおもいからはじまるっぽい）は、2021年6月8日から放課後カルピス®公式YouTubeにて配信のWEBドラマ。

## キャスト
片瀬紫（かたせ ゆかり）
演 - 若柳琴子

白石美優（しらいし みゆ）
演 - 速瀬愛

高木いつか（たかぎ いつか）
演 - 早川あひる

迫田歩夢（さこた あゆむ）
演 - 酒井大地

竹満光太（たけみつ こうた）
演 - Kai

岸晴人（きし　はると）
演 - 宮本龍之介

茂木拓真
演 - 早瀬圭人

高梨うらら

岸小雪（きし こゆき）
演 - 今本洋子
青木渉、朝陽唯、遠藤龍希、大澤拓、小野田あやさ、粕谷亜理紗、金井俊治、上山航平、坂本七海、実森彩伽、関こころ、竹下れいな、拓郎、成瀬光、野島大貴、野村朱里、日南くれあ、ひなた、花谷麻妃、藤掛愛加、溝口直基、ミレイ

## スタッフ
- 監督：松本花奈
- 脚本 - 桑村さや香、秋山竜平、遠山絵梨香
- 音楽 - 藤井意弘
- 主題歌 -Official髭男dism『パラボラ』（ポニーキャニオン）
- 企画：電通
- プロデューサー：柴原大樹、岩本勤
- アシスタントプロデューサー：五十嵐英祐、深沢美穂
- 撮影：鈴木淳評
- 照明：月岡知和
- 録音：光地拓郎
- 美術：宍戸美穂
- 装飾：田中智子
- 編集：柿原未奈
- スタイリスト：小田知佳、小宮莉帆
- ヘアメイク：辻咲織
- スクリプター：佐瀬みなみ
- 音響効果：安原裕人、三濱徹也
- 助監督：山下久義
- 制作担当：泉知良
- 提供：アサヒ飲料
- 制作プロダクション：ENGINE FILM、COCOON

## 配信日程
| 話数   | 配信日  | サブタイトル                                       |
| ------ | ------- | -------------------------------------------------- |
| 第1話  | 6月8日  | 恋の終わりは、次の恋のはじまりである。             |
| 第2話  | 6月18日 | 恋と謎は、最も危険な組み合わせ。                   |
| 第3話  | 6月25日 | 最も魅力的な恋は、決して手に入らない恋である。     |
| 第4話  | 7月2日  | 燃えるような恋をせよ。燃え尽きるような恋はするな。 |
| 第5話  | 7月9日  | 未知のものを、人は愛する。                         |
| 第6話  | 7月16日 | ひとりでは気づけない恋もある。                     |
| 第7話  | 7月23日 | 最も美しい言葉は、好きな人の名前だ。               |
| 第8話  | 7月30日 | 恋が叶うとき、叶わない恋も生まれる。               |
| 第9話  | 8月6日  | 秘密はときどき、毒になる。                         |
| 第10話 | 8月10日 | 信じることほど、難しいことはない。                 |
| 第11話 | 8月13日 | 一瞬の光よりも、長く灯る光を。                     |
| 第12話 | 8月17日 | どんな恋にも1％の嘘が混じっている。                |
| 最終話 | 8月20日 | 世界はたくさんの片想いで回っている。               |